# Hypocrita plagifera
Hypocrita plagifera är en fjärilsart som beskrevs av Felder 1862. Hypocrita plagifera ingår i släktet Hypocrita och familjen björnspinnare. Inga underarter finns listade i Catalogue of Life.